# Oudegracht 327
Oudegracht 327 is een rijksmonumentaal grachtenpand in het centrum van de Nederlandse stad Utrecht.
Het aan de Oudegracht gelegen pand dateert uit de 17e eeuw met een achterhuis uit de 19e eeuw. Het heeft een gepleisterde lijstgevel. Achter het pand bevindt zich een waterkelder, vermoedelijk uit de 17e eeuw. Een werfkelder behoort ook bij dit pand. In de 20e eeuw werd die onder meer gebruikt door een circus, waarna Sarasani zich als een van de eerste Nederlandse coffeeshops erin vestigde.

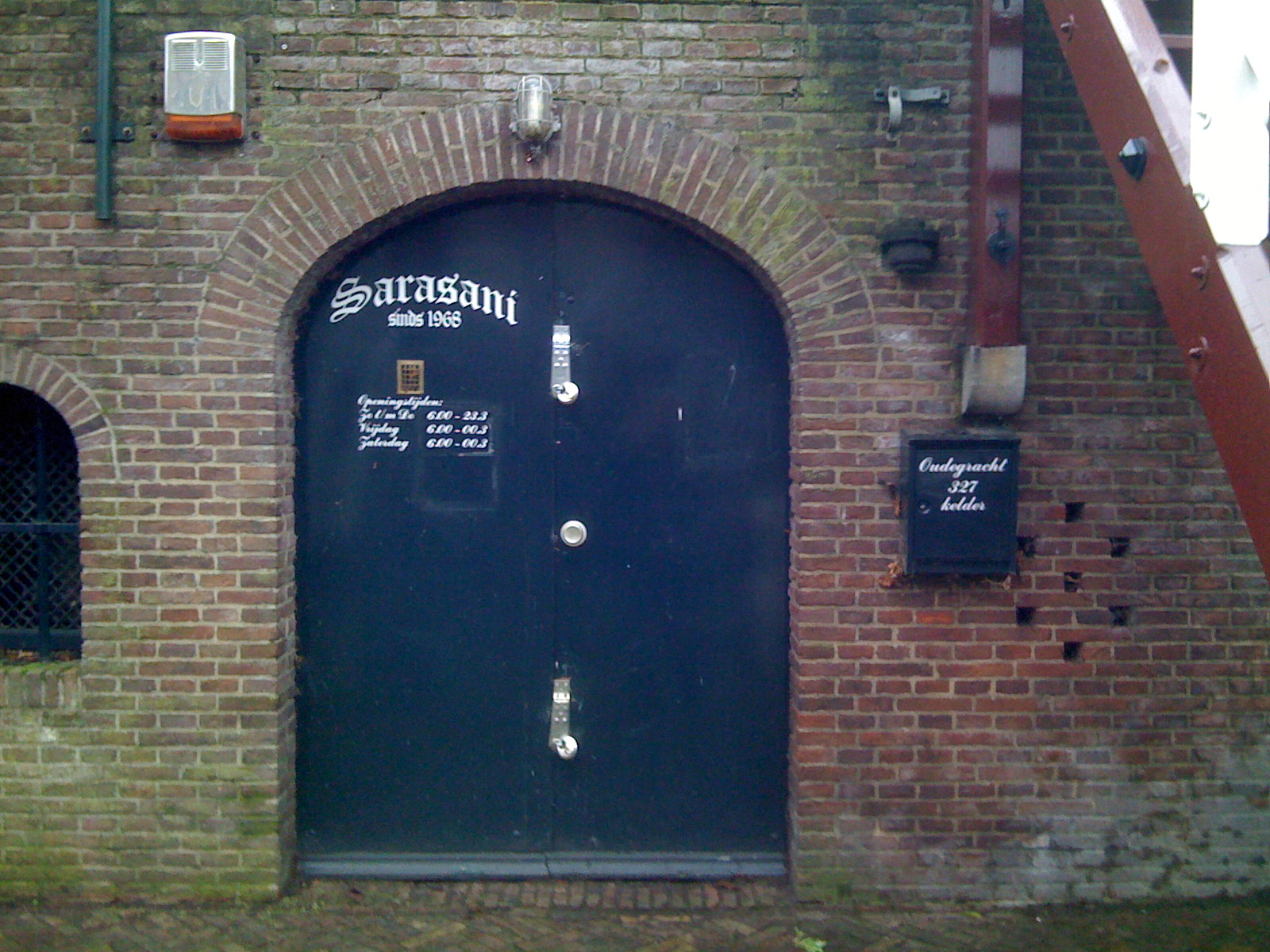
Werfkeldergedeelte.